# Chiamata alla ribalta

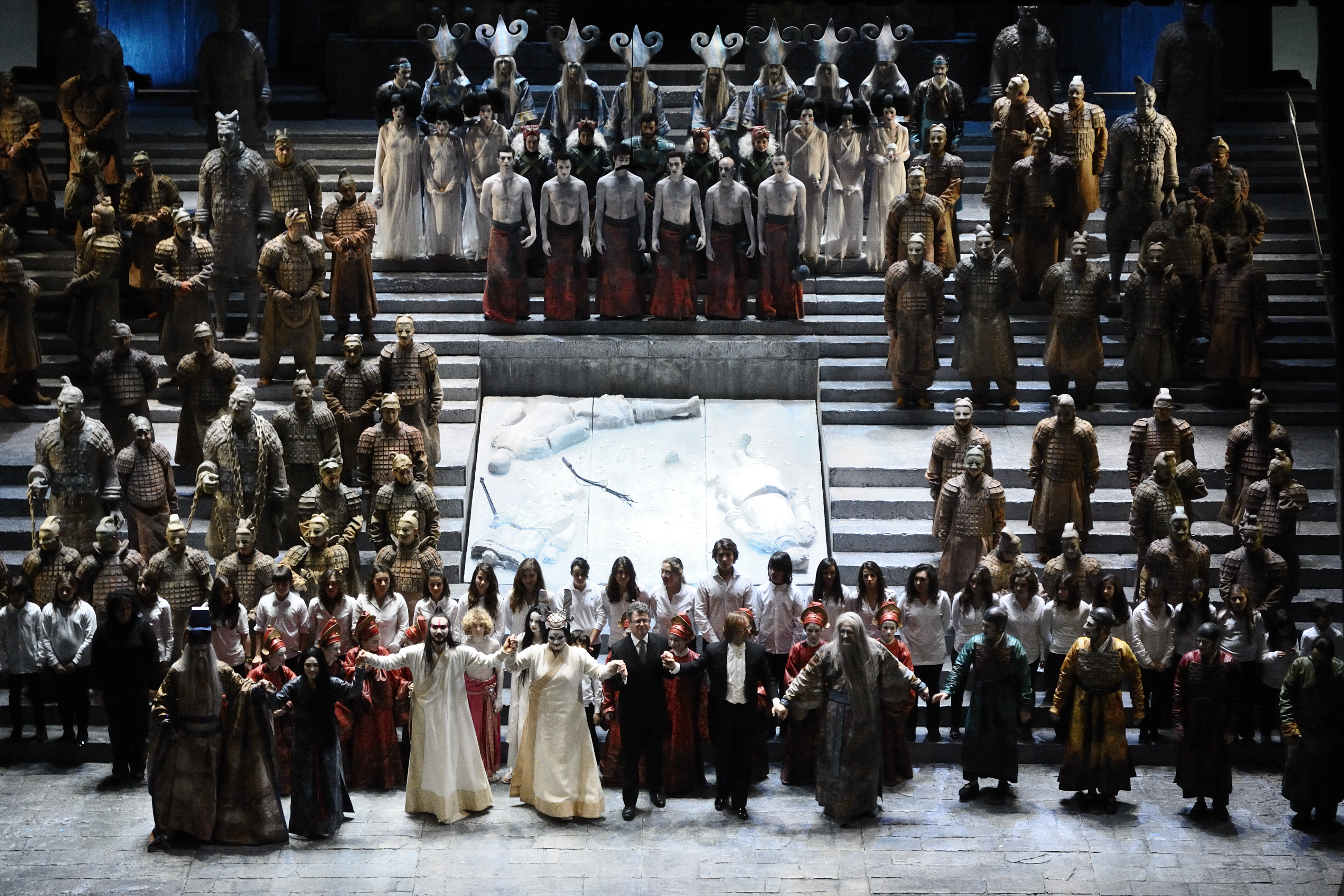
Turandot diretto da Roberto De Simone. Gennaio 2012, Teatro Comunale di Bologna

La chiamata alla ribalta (conosciuta anche come inchino finale) accade alla fine di uno spettacolo quando gli attori ritornano sul palco per ricevere l'applauso del pubblico. Nei musical, gli attori generalmente concludono la chiamata alla ribalta dando riconoscimento all'orchestra ed al suo conduttore. Luciano Pavarotti detiene il record per il maggior numero di chiamate alla ribalta (165), più di ogni altro artista.